# Kasser - Fisane
Kasser - Fisane è un  comune (municipalité) del Libano situato nel distretto di Hermel, governatorato di Baalbek-Hermel.